# Вавилов, Сергей Николаевич
Сергей Николаевич Вавилов (9 сентября 1917, Орловская губерния — 18 апреля 1984, Магнитогорск, Челябинская область) — советский рабочий-металлург, сталевар мартеновских цехов Магнитогорского металлургического комбината. Герой Социалистического Труда (1958).

## Биография
Сергей Вавилов родился в крестьянской семье в Орловской губернии Российской империи. Жил в Севастополе, Макеевке, Ленинграде, работал грузчиком, слесарем, рабочим на аглофабрике.
В первой половине 1930-х годов устроился работать в мартеновский цех металлургического комбината «Запорожсталь», где под руководством известного металлурга Василия Пылих освоил профессию сталевара. Всего за год Вавилов прошел путь от третьего до первого подручного сталевара.
В 1941 году был мобилизован в состав Рабоче-Крестьянской красной армии, но уже через месяц был отозван с фронта и направлен на мартеновское производство Магнитогорского металлургического комбината. В 1944 году стал сталеваром одной из печей мартеновского цеха № 3 ММК, специализировался на выплавке особо ответственных марок стали.
В 1961 году был переведён на работу в мартеновский цех № 1, в котором, впервые в Советском Союзе, были построены 900-тонные мартеновские печи, в их числе была и мартеновская печь № 34, где и работал Вавилов. 25 декабря 1961 года Сергей Николаевич Вавилов совершил первую плавку на мартеновской печи № 34.
В 1958 году, в честь первого празднования Дня металлурга был награждён званием Героя Социалистического Труда, награда была вручена 18 сентября того же года секретарём Челябинского обкома КПСС Николаем Васильевичем Лаптевым. За свою трудовую деятельность был орденом Трудового Красного Знамени и пятью медалями.
Сталевар Вавилов воспитал много молодых специалистов. Был членом Коммунистической партии Советского Союза, активно занимался партийной и общественной работой. Вавилов активно участвовал в социалистическом соревновании, регулярно его коллектив его печи выдавал сверхплановый металл.
В сентябре 1967 года Сергея Николаевича в торжественной обстановке проводили на пенсию, в подарок от цеха он получил черно-белый телевизор. Сергей Николаевич Вавилов участвовал в художественной самодеятельности, исполняя музыкальные номера на дудке.
Умер 18 апреля 1984 года, похоронен на Правобережном кладбище города Магнитогорска.

## Память
В память о Сергее Николаевиче Вавилове была установлена мемориальная доска на доме, где он жил по проспекту Ленина дом № 54.
В 2012 году, согласно решению Магнитогорского городского собрания депутатов, имя Сергея Николаевича Вавилова было присвоено одной из улиц в поселке Малиновый в Ленинском районе города.

## Награды и звания
- Герой Социалистического Труда (Указ Президиума Верховного Совета СССР 19 июля 1958 года, орден Ленина и медаль «Серп и Молот») — за выдающиеся успехи, достигнутые в деле развития чёрной металлургии[1]
- орден Трудового Красного Знамени[20]
- Почётный металлург СССР[3]